# Iglesia de la Santísima Trinidad (Cork)
La Iglesia de la Santísima Trinidad (en inglés: Holy Trinity Church), también conocida como Iglesia conmemorativa del Padre Mathew, es una iglesia y convento de estilo gótico renacentista románico de la Iglesia católica a orillas del río Lee, en Cork, Irlanda. Pertenece a la Orden de los Frailes Menores Capuchinos y es la única iglesia dedicada a Theobald Mathew.
Se describe como «una iglesia de estilo gótico con un pórtico de estilo gótico renacentista» y es «una de las primeras iglesias más grandes del sur de Irlanda construidas en este estilo». La construcción de la iglesia comenzó a principios de la década de 1830, pero se detuvo poco antes de la Gran Hambruna. Su construcción termino en 1890, a tiempo para el centenario del nacimiento del Padre Mathew. La iglesia cuenta con varias vidrieras destacadas, incluidas tres del estudio de Harry Clarke y un gran monumento a Daniel O'Connell.

## Fondo
La Orden de los Capuchinos llegó a Cork en 1637, trece años después de que se estableciera la primera comunidad capuchina en Irlanda en Dublín. El convento de Cork fue destruido en algún momento del siglo XVII. Posteriormente, el Padre Bartholomew Mortell abrió un hospicio en la ciudad. La mayoría de los católicos, incluidos los capuchinos, fueron expulsados de Cork por Murrough O'Brien, primer conde de Inchiquin, en 1644, aunque el convento fue reabierto cinco años después, en 1649. Es probable que esta institución estuviera ubicada en el mismo lugar que el posterior convento del Sur, en Blackamoor Lane, en lo que ahora es el distrito del Sur de Cork. El convento del Sur fue construido en 1771 por el predicador capuchino Arthur O'Leary. O'Leary describió la iglesia como "notable por sus dimensiones reducidas, su total falta de gracia arquitectónica y su perfecto aislamiento de las miradas del público".
El capuchino y reformador de la templanza, Theobald Mathew, llegó a Cork en 1814 y se convirtió en un activista social activo, trabajando para mejorar las condiciones de los pobres de la ciudad. El padre Mathew decidió reemplazar el apretado convento del Sur con una nueva iglesia, y se estableció un comité para supervisar la planificación. Se llevó a cabo un concurso en 1825 y se eligió el diseño del arquitecto George Richard Paine, quien también diseñó el Castillo de Blackrock y el tribunal de justicia en Washington Street. Paine, ex aprendiz del arquitecto John Nash, recibió el contrato por 50 libras.

## Construcción
Las autoridades de la ciudad ofrecieron un terreno en Sullivan's Quay, frente al canal sur del río Lee, justo en frente de Grand Parade. Por razones que se desconocen, Mathew declinó la oferta y optó por un terreno en Charlotte Quay, ahora llamado Fr. Mathew Quay. Esto requería drenar el terreno pantanoso en Morrison's Island y construir una base sólida para soportar el peso de la iglesia. La preparación del terreno costó casi 1600 libras. Se estimaba que la construcción de la iglesia costaría 10 000 libras, de las cuales la mitad fue recaudada por los ciudadanos de Cork. La construcción simultánea de otras dos iglesias: St. Patrick's en Lower Glanmire Road, diseñada por Pain y su hermano James Paine, y la iglesia dominica de St. Mary's en Pope's Quay, diseñada por Thomas y Kearns Deane, significaba que los arquitectos competían por fondos en un momento en que la ciudad estaba afectada por un brote de cólera. Mathew mismo llegó a aportar otras 4500 libras.
La piedra maestral fue colocada el 10 de octubre de 1832, en el cumpleaños de Mathew. Una disputa sobre los costos llevó a que Mathew pagara a Paine otras 300 libras. Paine falleció en 1838 y la supervisión de la construcción pasó a manos de Thomas Coakley. El costo de la iglesia había aumentado a 14 000 libras para 1840. Debido a que el constructor, un tal Sr. Anthony, no pudo cubrir sus costos, la obra se detuvo en 1841. Mathew rechazó las sugerencias de muchos de utilizar las suscripciones del movimiento de la templanza para financiar su iglesia.
Después de la Gran Hambruna, se llevó a cabo una reunión pública en Cork que acordó continuar con la construcción de la Iglesia de la Santísima Trinidad. Thomas Deane, cuya propuesta en la competencia original había sido rechazada, fue elegido para completar la iglesia sin su pórtico y su torre. William Atkins fue el responsable del interior de la iglesia. Finalmente, la iglesia abrió sus puertas el 10 de octubre de 1850. Se celebró una misa pontifical solemne y que fue oficiada por los obispos de Cork, Cloyne y Ross, y Ossory. Sin embargo, el interior de la iglesia se completó diez años después de la muerte de Mathew, alrededor de 1866, y el pórtico quedó sin terminar. El escultor John Hogan creó además dos cabezas talladas que flanquean la puerta principal.

### Terminación
En las dos décadas siguientes se crearon diversas propuestas para completar la fachada de la Iglesia de la Santísima Trinidad. En 1877 se aprobó una propuesta de George Ashlin que diferiría drásticamente de los planes originales de Paine, pero esta no se llevó a cabo. El Padre Paul Neary, superior provincial de los capuchinos en Irlanda, organizó celebraciones para conmemorar el centenario del nacimiento del Padre Mathew y convocó una reunión pública para impulsar el progreso en la iglesia. Se decidió completar la iglesia según el diseño de Paine y se organizó una campaña para asegurar que los fondos estuvieran disponibles para completar la obra.
 Se llevó a cabo otro concurso para seleccionar una fachada, con un premio nuevamente de 50 libras; entre los requisitos se encontraba que debía estar hecha de piedra caliza, al igual que la estructura existente, y no debía costar más de 6000 libras. De las doce propuestas, Ashlin, ahora arquitecto consultor del Comité de Construcción, describió la de Walter G. Doolin como "la más adecuada para una fachada para el edificio"; también se recibieron propuestas de Thomas Drew y de la propia firma de Ashlin, Pugin & Ashlin. Sin embargo, el comité seleccionó un diseño de Dominic (o Dominick) J. Coakley. Este diseño fue elogiado por su similitud con el de Paine, pero a una escala más pequeña. La piedra caliza utilizada en la fachada provenía de la misma cantera que se había utilizado en el trabajo anterior, en Little Island, que se había dejado sin usar deliberadamente hasta que se reanudaron los trabajos.
Los trabajos de construcción fueron asumidos por el corciano John Sisk. Aparentemente, existía cierta preocupación de que la iglesia no se completara a tiempo para el centenario de Mathew, lo que Denny Lane calificó como "una vergüenza nacional". Sin embargo, los trabajos en la Iglesia de la Santísima Trinidad se completaron a tiempo y la iglesia fue reabierta el 13 de octubre de 1890, marcada con otra misa con entrada.

### Interior

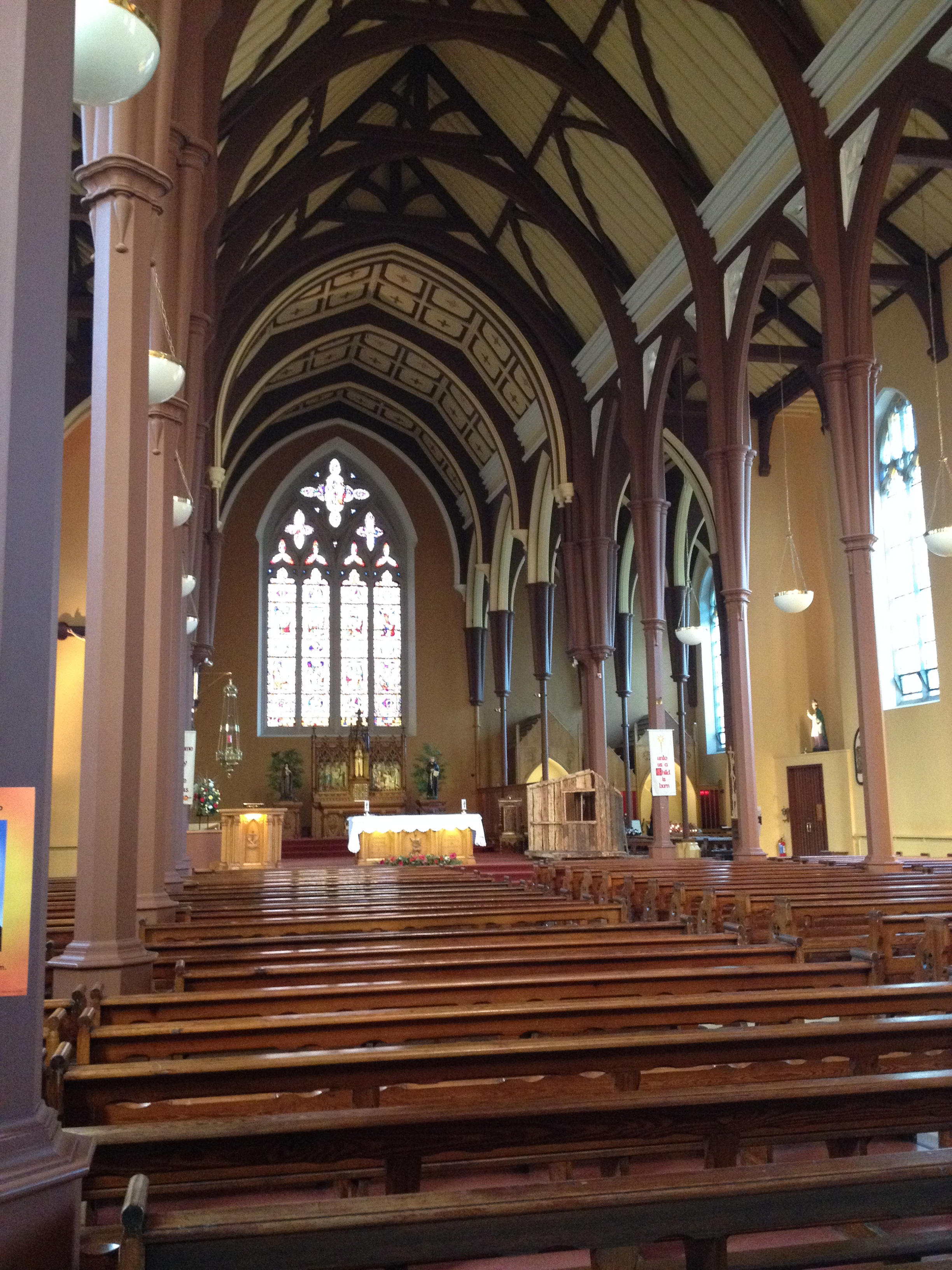
La nave de la Santísima Trinidad

La ventana norte, situada detrás del altar mayor, está dedicada a Daniel O'Connell y fue instalada en 1850, tres años después de su fallecimiento. Hay otras dos ventanas de vitrales, probablemente del mismo artista, que representan a la Virgen María y el escudo de armas del Papa León XIII.
Se encargó la creación de una ventana de vidrieras en la pared este, dedicada a Thomas Dowling, un hermano capuchino de Cork que medió en un conflicto laboral durante la Primera Guerra Mundial, por parte del Consejo de Oficios y Trabajadores de Cork. La ventana fue realizada por Joshua Clarke siguiendo el diseño de su hijo Harry Clarke y bajo su supervisión. En la ventana, además de otras figuras, se representan a Cristo como Príncipe de la Paz y a San Francisco sosteniendo una paloma, mientras que en la parte inferior se muestra el perfil de la ciudad. Además, se encargaron dos ventanas adicionales a Harry Clarke y su hermano Walter, que representan la veneración del Sagrado Corazón y la Inmaculada Concepción por parte de santos de Munster. La instalación de estas ventanas fue supervisada por el arquitecto James Finbarre McMullen (o McMullan) y John Sisk entre 1918 y 1929.
El interior sufrió cambios sustanciales a principios del siglo XX. Se añadió una capilla conmemorativa en 1908, dedicada al Padre Bernard Jennings (fallecido en 1904), un trabajador social capuchino de Cork, con un costo de 3,500 libras y diseñada por Ashlin. Sin embargo, esta ampliación tuvo el efecto de desequilibrar el interior, ya que no había espacio para una capilla simétrica en el otro lado. Se realizaron más modificaciones en el interior alrededor de 1942 por McMullen.
En la década de 1980 se llevaron a cabo extensas renovaciones por iniciativa del guardián de la iglesia, el padre Eustace McSweeney, quien deseaba adecuar el interior de la iglesia a la liturgia del Segundo Concilio Vaticano. Se encontraron problemas estructurales y deterioro por hongos en el edificio, al punto de que algunos sugirieron demoler y reconstruir la iglesia desde cero. Con un costo de 500,000 libras, la iglesia fue completamente renovada en el transcurso de un año en 1982. Esto implicó, de manera controvertida, reemplazar las envolturas alrededor de las columnas de hierro fundido por envolturas de madera más delgadas y retirar el púlpito original, el altar mayor y los confesionarios. En 2013 se amplió el porche interior para incluir el área debajo del balcón.

### Convento
Junto a la capilla construida en 1771, existió un convento de la orden de los capuchinos en Blackamoor Lane desde mediados del siglo XVIII hasta la década de 1850. En torno a 1855, la comunidad se trasladó a George's Quay y, más tarde, cruzó el río para establecerse frente a la nueva iglesia.
En 1866, se proyectó la construcción de un convento que rodearía  el templo por tres de sus lados, según un diseño del arquitecto John Pine Hurley, quien ofreció sus servicios de manera altruista. La colocación de la primera piedra tuvo lugar el 23 de septiembre de ese mismo año, aunque el edificio nunca llegó a completarse.
El convento actual, ubicado al oeste de la iglesia, fue diseñado por Robert Walker en estilo gótico veneciano y se concluyó en 1884, si bien algunas fuentes señalan el año 1888. El edificio, de tres plantas, fue erigido en piedra caliza y ladrillo rojo en un corto príodo de tiempo, y llegó a ser descrito como "el monasterio más perfecto de Irlanda". En 1934 se colocó una estatua de san Francisco sobre la entrada principal.

## Arquitectura

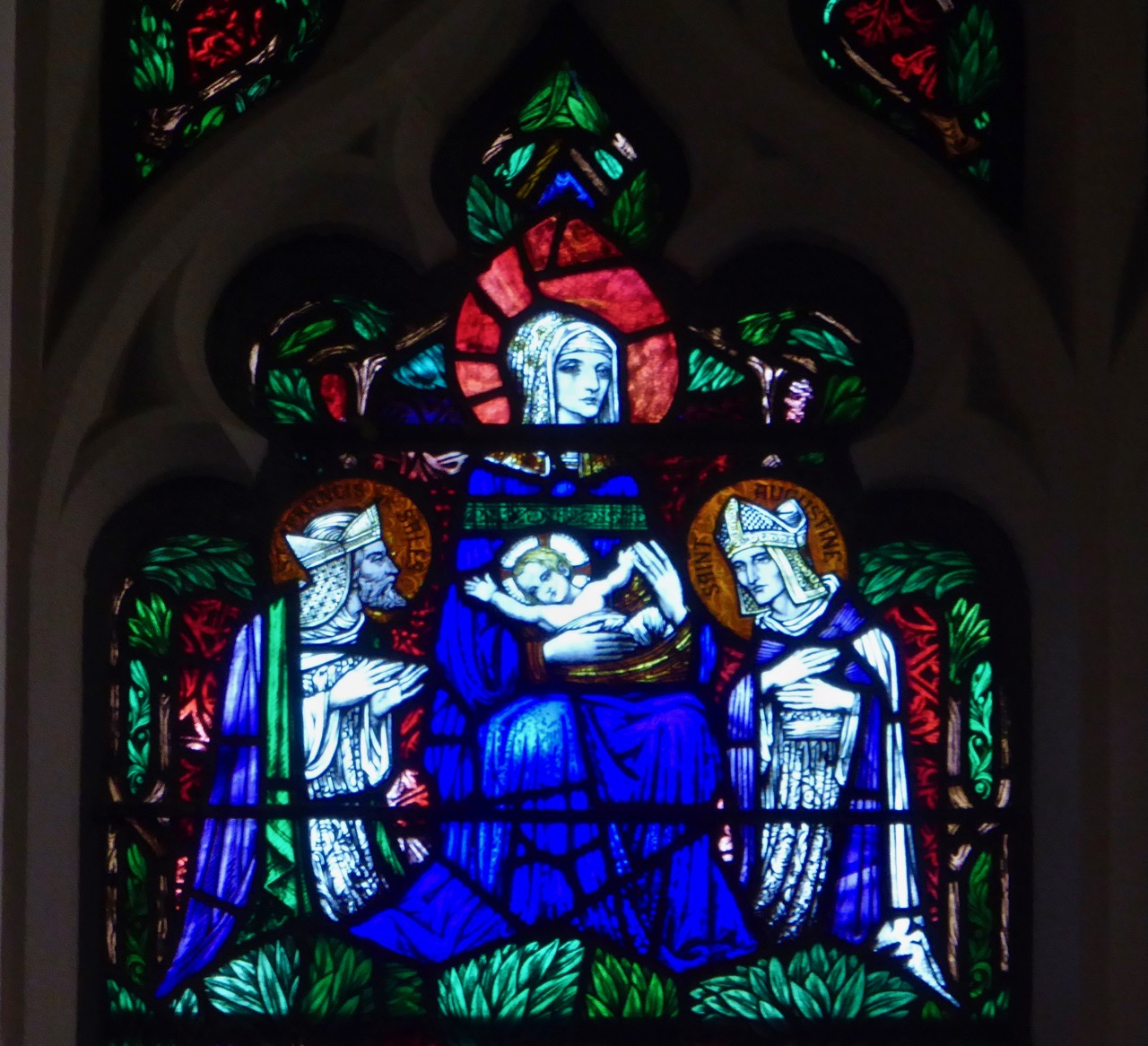
Vidriera de la iglesia

La Iglesia de la Santa Trinidad fue diseñada en un estilo arquitectónico simple de gótico inglés, también conocido como Regencia Gótica. Paine era un fuerte defensor de este estilo en contraste con el gótico victoriano, que era preferido por sus rivales, los Deane, aunque también trabajaba en arquitectura clásica. Utilizó ampliamente ventanas en arco, contrafuertes volados y columnas, culminando en una aguja puntiaguda de "gótico encaje", aparentemente más etérea que sólida. Al completarse, la iglesia fue descrita como "un digno memorial de su renombrado patrón... Todo el diseño es sumamente elegante". El plan de Paine habría elevado la iglesia a una altura de 182 pies (55 m), pero el edificio construido solo alcanza los 160 pies (49 m). Se utilizó ampliamente hierro fundido para lograr la amplitud del interior de la iglesia. Curtin-Kelly sugiere que esto se debió a las deficientes y pantanosas bases, que habrían impedido el uso de columnas de piedra más pesadas.

## Historia social
La comunidad capuchina en Cork adquirió un edificio en Queen Street, ahora conocida como Fr Mathew Street, en 1907. Este edificio, ahora conocido como el Salón del Padre Mathew, se utilizó para albergar actuaciones teatrales, pantomimas anuales y otras producciones desde 1911 hasta la década de 1960. Hoy en día, es el lugar donde se lleva a cabo el Feis Maitiú anual, iniciado por el padre capuchino Micheál O'Shea en 1927. En torno a 1960, se añadió un muro de cercado en la parte delantera de la iglesia. A partir de 1968, los frailes capuchinos organizaron una "Guilda de Ropa" para distribuir ropa y otros artículos a los pobres de Cork, llegando a distribuir hasta 5,000 sacos de ropa anualmente en su apogeo. Los capuchinos en Cork también han llevado a cabo diversos esfuerzos sociales, incluyendo la organización de grupos juveniles, sodalidades y grupos de oración.
En 2013, la iglesia albergó reliquias visitantes del santo franciscano Antonio de Padua. En 2015, la Orden Capuchina celebró el cuadrigentésimo aniversario de su llegada a Irlanda. En ese momento, se publicó el libro de Patricia Curtin-Kelly titulado "Un Adorno para la Ciudad", que es un estudio de la historia de la Iglesia de la Santa Trinidad, con un prólogo del superior provincial.

## En la cultura popular
La iglesia ha sido mencionada en la novela "Beyond Absolution" escrita por Cora Harrison y fue empleada como localización para el rodaje de un episodio de la serie de televisión "The Young Offenders".